# إشعاع الأمواج الصغرية للخلفية الكونية

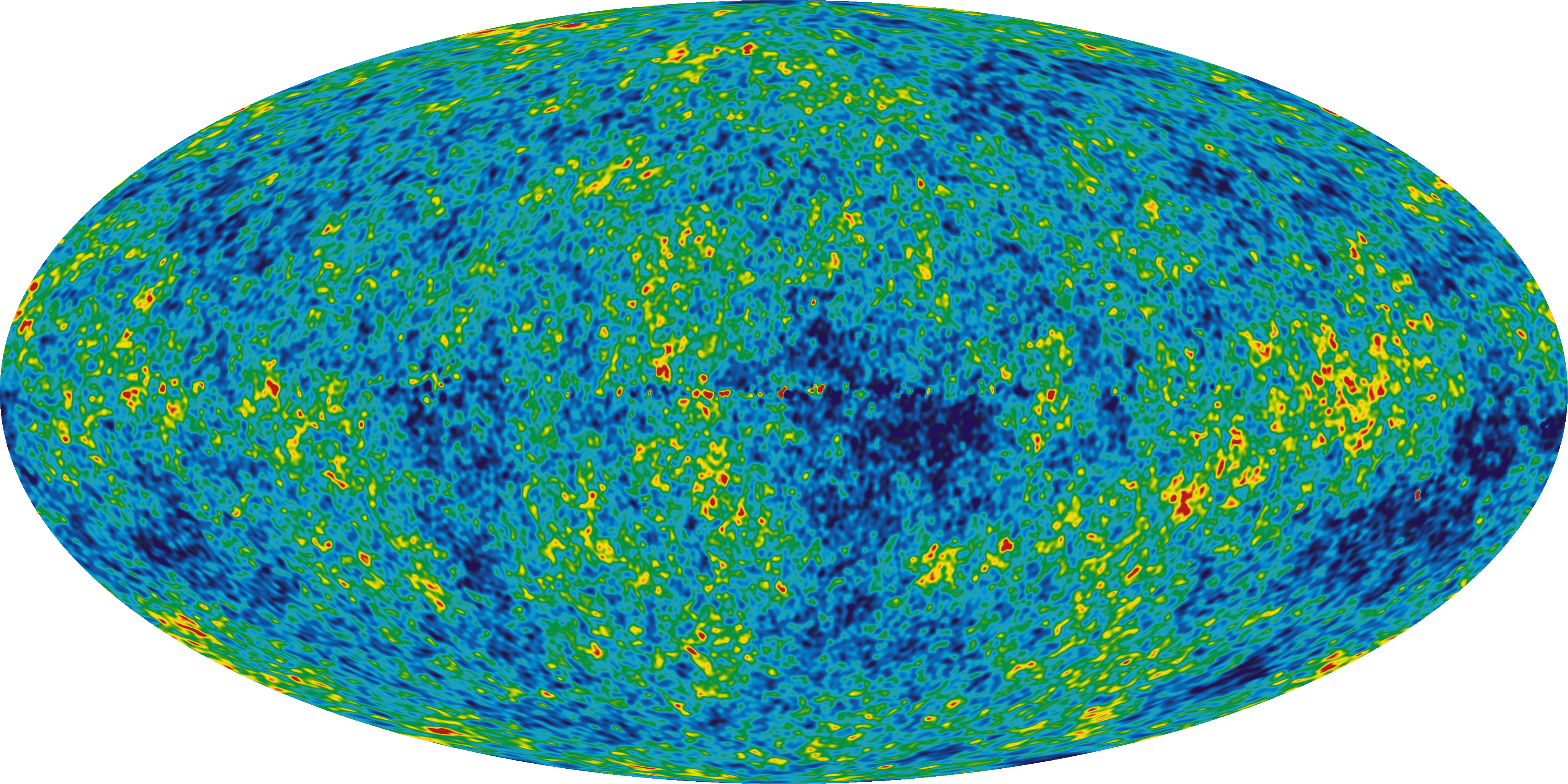
مسبار ويلكينسون لقياس اختلاف الموجات الراديوية صورة بالقمر الصناعي لأشعة الخلفية للكون. المناطق الصفراء والحمراء هي مناطق تجمع النجوم والمجرات

إشعاع الأمواج الصُّغْرِية للخلفية الكونية أو إشعاع الخلفية الكونية الميكروي أو الخلفية المكروية الكونية أو إشعاع الخلفية الميكروني الكوني أو باختصار إشعاع الخلفية الكونية (بالإنجليزية: Cosmic microwave background radiation)‏ هو إشعاع الأمواج الصُّغْرية الذي يوجد في جميع أركان الكون بنفس الشدة والتوزيع وهو يعادل درجة حرارة 2.725 درجة كلفن.
التعبير العام هو «الإشعاعات الخلفية» وتعني تلك الإشعاعات الكهرومغنطيسية التي يمكن التثبت من وجودها في كل مكان من الفضاء، والتي لا يمكن تمييز مصدر معين أو ملموس لها. وتسمى الإشعاعات الخلفية التي تقع في نطاق الموجات الميكروية بـ «الإشعاعات الخلفية الكونية» وذلك بسبب أهميتها العظيمة في علم الكون الفيزيائي. كما تسمى أيضا «إشعاعات 3 كالفن» وذلك بسبب درجة الحرارة الضيئلة أو كثافة الطاقة فيها. وتسمى بالإنجليزية "CMB Cosmic Microwave
Background".
عندما نشاهد السماء بالمقراب نرى مسافات واسعة بين النجوم والمجرات (الخلفية) يغلبها السواد، وهذا ما نسميه الخلفية الكونية. ولكن عندما نترك المقراب الذي نرصد به الضوء المرئي، ونمسك بتلسكوب يستطيع رؤية الموجات الراديوية، يصور لنا ضوءا خافتا يملأ تلك الخلفية، وهذه الأشعة لا تتغير من مكان إلى مكان وإنما منتشرة بالتساوي في جميع أركان الكون. وتوجد قمة هذا الإشعاع في حيز طول موجة 1.9 مليمتر وتعادل 160.2 مليار هرتز (160 GHz). اُكتُشِفَت تلك الأشعة من قِبل الباحثان أرنو بنزياس وزميله الباحث  روبرت ويلسون وكان ذلك في عام 1964. وحصل العالمان على جائزة نوبل للفيزياء لعام 1978م.
يعتبر إشعاع الخلفية الكوني الميكروي CMB دليلاً بارزاً على أنّ الانفجار العظيم هو أصل الكون. عندما كان الكون حديث العهد -أي قبل تكوين الكواكب والنجوم- كان أكثر كثافة، وأكثر سخونة، وكان زاخراً بتوهّج منتظم لضباب أبيضٍ ساخن من البلازما الهيدروجينيّة. ومع توسّع الكون أصبح كلّ من البلازما والإشعاع الذي يملأُ الكون أكثر برودة شيئاً فشيئاً. وعندما برد الكون بما فيه الكفاية، اتّحدت البروتونات والإلكترونات لتشكّل ذرّات الهيدروجين المحايدة. على عكس البروتونات والإلكترونات غير المرتبطة، لم تستطع هذه الذرات حديثة التشكّل امتصاص الإشعاع الحراري، وهكذا أصبح الكون شفافًا بدلاً من كونه ضباباً عاتماً. يشير علماء الكونيّات إلى الفترة الزمنيّة التي تشكلّت فيها الذرّات المحايدة لأول مرّة باعتبارها حقبة إعادة الاتحاد، وإلى الحدث الذي وقع بعد ذلك بوقت قصير عندما بدأت الفوتونات في الانتقال بحرّيّة عبر الفضاء بدلاً من أن تنتشر باستمرار بواسطة الإلكترونات والبروتونات في البلازما على أنها تصوّع الفوتون. تتكاثر الفوتونات التي تواجدت في الوقت الذي حدث فيه تصوع الفوتون منذ ذلك الحين وحتّى الآن، ولكن بشكل ضعيفٍ وقليل النشاط. وذلك لأنّ تمدّد الكون يتسبّب في زيادة طول الموجة مع مرور الوقت (وطول الموجة - وفقًا لقانون بلانك- يتناسب عكساً مع الطاقة) وهذا هو مصدر مصطلح إشعاع الخلفيّة الكونيّة الميكرويّ أو بالإنكليزيّة (relic radiation). يشير مصطلح «سطح التبعثر الأخير (أو سطح التشتّت الأخير)» إلى مجموعة النقاط المتواجدة على مسافة مناسبة منّا في الفضاء، بحيث نتلقّى نحن الآن فوتونات انبعثت بالأصل من تلك النقاط لحظة تصوع الفوتون.
تُظهر التباينات الصغيرة المتبقية في التوهّج نمطًا محّددًا للغاية، كما هو متوقّع من غاز ساخن موزّع بشكل موحّد تقريباً وامتدّ إلى الحجم الحالي للكون. على وجه الخصوص، يحتوي الإشعاع الطيفي على تباينات صغيرة في الخواصّ، أو تجاوزات تختلف حسب حجم المنطقة المُعَايَنة. لقد تم قياس هذه التباينات بدقّة، وتطابقت هذه القياسات مع ما كان متوقّعًا حول أنّ هذه الاختلافات الحرارية الصغيرة الناتجة عن التقلّبات الكموميّة للمادّة في مساحة صغيرة جدًا، قد توسّعت إلى حجم الكون المرئي الذي نراه اليوم. على الرغم من أنّ العديد من العمليّات المختلفة قد تنتج الشكل العام لِطَيفِ الجسم الأسود، إلا أنّه لم يقدّم أيّ نموذج شرحاً لتلك التقلّبات عدا نموذج الانفجار العظيم. ونتيجة لذلك، يعتبر معظم علماء الكونيّات أنّ نموذج الانفجار العظيم للكون هو أفضل تفسير لإشعاع الخلفيّة الكونيّ الميكرويّ.

## تفسير الظاهرة

طيف أشعة الخلفية، القمة عند طول موجي 1.9 مليمتر (المحور السيني بوحدة: موجة / سنتيمتر) والقمة تعادل درجة حرارة 2.7 كلفن

يفسر نموذج الانفجارالعظيم تلك الأشعة. فعندما كان الكون صغيرا جدا وقبل تكون النجوم والمجرات كان شديد الحرارة جدا وكان يملأه دخان ساخن جدا موزعا توزيعا متساويا في جميع أنحائه. وكانت مكونات هذا الدخان من بلازما الهيدروجين، أي بروتونات وإلكترونات حرة من شدة الحرارة وعظم الطاقة التي تحملها. وبدأ الكون يتمدد ويتسع فبدأت بالتالي درجة حرارة البلازما في الانخفاض، إلى الحد الذي تستطيع فيه البروتونات الاتحاد مع الإلكترونات مكونين ذرات الهيدروجين.وخلال الفترة الزمنية بعد الانفجار العظيم من 100 إلى 300 ثانية ـكونت بنسب قليلة عن الهيدروجين أنوية عناصر تتلوه في الثقل، مثل الديوتيريوم والهيليوم.وبدأ الكون أن يكون شفافا. وكانت الفوتونات الموجودة تنتشر في جميع الأرجاء إلا أن طاقتها بدأت تضعف، حيث يملا نفس عددالفوتونات الحجم المتزايد بسرعة للكون. وهذه الفوتونات هي التي تشكل اليوم إشعاع الخلفية الميكروني الكوني CMBR. وما نجده منها اليوم يغمر السماء فقد انخفضت درجة حرارته عبر نحو 13.7 مليار من السنين إلى 2.725 كلفن.

## خواص
تعتبر الخلفية الميكرونية الكونية موحدة الخواص حتى جزء في كل 100000 حيث أن التغيرات في جذر متوسط المربع هي بحدود 18 ميكرو كلفن فقط.
لقد قام جهاز قياس الضوء الطيفي المطلق للأشعة تحت الحمراء البعيدة (FIRAS) والموجود على مستكشف الخلفية الكونية التابع لناسا (COBE) بقياس الخلفية الميكرونية الكونية بعناية بالغة. قارن أعضاء مشروع فيراس إشعاع الخلفية الميكروني بمصدر جسم أسود محلي ولوحظ أن هذا الطيف توافق ضمن حدود خطأ التجربة المسموح، فخلصوا من ذلك إلى أن أي انحرافات من الجسم الأسود عن تلك التي ربما لا زالت غير محسوسة ضمن طيف الخلفية الميكروني الكوني في مجال الطول الموجي 0.5 إلى 5 ملم يتوجب أن تكون لها قيمة وزنية ج.م.م على الأغلب بحدود 50 جزء في المليون (أي 0.005%) من ذروة سطوع الخلفية الميكروني الكوني. لقد جعل هذا من طيف الخلفية الميكروني الكوني أعظم طيف جسم أسود تم قياسه بدقة بالغة في الطبيعة.
قد تكون الخلفية الميكرونية الكونية هي التنبؤ الرئيسي لنموذج الانفجار العظيم. بالإضافة، يتنبأ التضخم الكوني بأنه وبعد نحو 10−37 ثانية  مرت ولادة الكون بمرحلة نمو أسي بحيث آلت تقريبا إلى نعومة جميع اللامتجانسات. وكانت اللامتجانسات المتبقية ناجمة عن التراوحات الكمومية في مجال التضخم التي تسببت في حدث التضخم. بعد نحو 10−6 ثانية، نشأ الكون الأولي من فوتونات، بلازما، إلكترونات، وباريونات ساخنة كانت الفوتونات تتفاعل مع البلازما بشكل ثابت عبر ما يسمى تشتت تومسون. عندما توسع الكون، أدى التبريد الأديباتي إلى انخفاض درجة حرارة البلازما حتى أصبحت الإلكترونات تفضل الاندماج مع البروتونات لتشكل ذرات الهيدروجين. حدث هذا التوليف عند 3000 كلفن تقريباً أي عندما كان عمر الكون حوالى 379,000 سنة. عند هذه النقطة تبعثرت الفوتونات من هذه الذرات المتعادلة كهربائياً الآن وبدأت بالسفر بحرية في الفضاء، متسببة بتصوع المادة والإشعاع.
استمرت درجة الحرارة اللونية للفوتونات بالتضاؤل من ذلك الوقت حتى آلت اليوم إلى 2.725 كلفن، استمرت حرارتها بالتناقص مع توسع الكون. وفقاً لنموذج الانفجار العظيم فإن الإشعاع الذي نقيسه اليوم من السماء قد قدم من سطح كروي أطلق عليه سطح التشتت الأخير - the surface of last scattering. وهذا يفسر تجمع البقع في الفضاء حيث يتوقع أن حدث التصوعكان قد وقع، بعد الانفجار العظيم بأقل من 400,000 سنة. وعند نقطة زمنية وصلت منها الفوتونات إلى المراقبين. العمر المتوقع للكون هو 13.75 مليار سنة. مع ذلك، ولأن الكون استمر بالتوسع منذ ذاك، المسافة المصاحبة للحركة من الأرض إلى حافة الكون المشاهد لاتقل اليوم عن 46.5 مليار سنة ضوئية 
تقترح نظرية الانفجار العظيم أن الخلفية الميكرونية الكونية تملأ كل الفضاء المرئي، وأن غالبية طاقة الأشعاع في الكون هي الخلفية الميكرونية الكونية، والتي تصنع جزءً من 6×10−5 من الكثافة الكلية للكون.
من أعظم نجاحات نظرية الانفجار العظيم هما تنبؤها بطيف جسمها الأسود المثالي، وتفاصيل توقعاتها بتوجهية الخواص في الخلفية الميكرونية الكونية. لقد قاس مجس ويلكينسون مايكروويف انيسوتروبي الحديث هذه اللاتوحدية في الخواص بدقة على السماء كلي نزولاً إلى مقاييس زاوية تقدر بـ0.2 من الدرجات. يمكن استخدام هذه القياسات لتقدير المتغيرات في نموذج لامبدا-سي دي إم للانفجار العظيم. بعض المعلومات مثل شكل الكون، يمكن استخلاصها مباشرة من الخلفية الميكرونية الكونية، بينما الأخرى مثل ثابت هوبل، ليست مقيدة وينبغي تخمينها من قياسات أخرى. تعطينا الأخيرة انزياح نحو الأحمر للمجرات (تفسر على أنها سرعة انسحابية) نسبة لمسافاتها.

## أهمّيّة القياس الدقيق
تعتبر القياسات الدقيقة لإشعاع الخلفيّة الكونيّة الميكروي CMB ضروريّة في علم الكونيّات، لأنّ يتوجّب على أيّ نموذج مقترح للكون أن يفسّر هذا الإشعاع. يحتوي CMB على طيف حراريّ للجسم الأسود عند درجة حرارة 2.72548 ± 0.00057 K. [4] ويبلغ الإشعاع الطيفي (معادلة) ذروته عند 160.23 جيجاهرتز، في مجال الموجات المايكرويّة للتردّدات، وهو ما يقابل طاقة فوتون تبلغ حوالي 6.626 × 10−4 إلكترون فولت. وبالمقابل، وإذا ما تمّ تعريف الإشعاع الطيفي على أنّه dEλ / dλ، فإنّ طولّ موجة الذروة هو 1.063 مم (282 جيجاهرتز، وطاقة الفوتون قدرها 6.626 × 10−4 إلكترون فولت). يكون عندها التوهّج منتظمًا في جميع الاتجاهات تقريبًا، لكنّ الاختلافات الصغيرة المتبقيّة تظهر نمطًا محددًا للغاية، وهو نفس النمط المتوقّع للغاز الساخن الموزّع بشكلٍ منتظمٍ -إلى حد ما- والذي امتدّ إلى الحجم الحاليّ للكون. على وجه الخصوص، يحتوي الإشعاع الطيفي عند مراقبته من زوايا مختلفة من السماء على تباينات صغيرة في الخواص، أو تجاوزات تختلف باختلاف حجم المنطقة التي تتم دراستها. لقد تم قياس هذه التباينات بدقّة، وتطابقت هذه القياسات مع ما كان متوقّعًا حول أنّ هذه الاختلافات الحرارية الصغيرة، الناتجة عن التقلّبات الكموميّة للمادّة في مساحة صغيرة جدًا، قد توسّعت إلى حجم الكون المرئي الذي نراه اليوم. يُعتبر مجال الدراسة الفلكيّة هذا نشطاً للغاية، حيث يبحث العلماء عن بيانات أفضل (على سبيل المثال، عن طريق مرصد بلانك الفضائي) وتفسيرات أفضل للظروف الأوليّة للتوسّع. على الرغم من أنّ العديد من العمليات المختلفة قد تنتج الشكل العام لِطَيف الجسم الأسود، إلا أنّه لم يقم أي نموذج عدا الانفجار العظيم بتفسير هذه التقلبات. نتيجة لذلك، يعتبر معظم علماء الكون أنّ نموذج الانفجار العظيم للكون هو أفضل تفسير لإشعاع الخلفية الكوني الميكروي CMB.
تضفي الدرجة العالية من الاتّساق في جميع أنحاء الكون الذي يمكن ملاحظته وتباينه البسيط (ولكن القابل للقياس) دعماً قويا لنموذج الانفجار العظيم بشكل عامّ ولنموذج «مادّة لمدا المظلمة الباردة» ΛCDM "Lambda Cold Dark Matter" بشكلٍ خاصّ. وبالإضافة إلى ذلك، فتتماثل التقلّبات على المقاييس الزاويّة التي تكون أكبر من الأفق الكوني الظاهري عند إعادة الدمج. وبذلك فإنّنا أمام احتمالين إمّا أنّ هذا الترابط قد تمّ ضبطه بشكل دقيق، أو أن التضخّم الكونيّ هو أمرٌ واقع.

## اقرأ أيضا
- جهاز مطياف الطاقة المظلمة
- مصور الأشعة الخلفية الكونية
- بيسيب ومصفوف كيك
- نمط ب
- مرصد القطب الجنوبي
- تلسكوب أتاكاما الكوني
- انفجار عظيم
- نموذج لامبدا-سي دي إم
- بلانك (مرصد فضائي)
- مستكشف الخلفية الكونية
- مسبار تباين الخواص بالأمواج الصغرية ويلكنسون
- تأثير سونيايف-زيلدوفيتش
- مجس حافة انتقال
- خلفية الأشعة تحت الحمراء الكونية
- مسح المراصد العظمى العميق
- تدفق مظلم
- مقراب كوييت
- تصوع
- تصوع النيوترينوهات